# Castell de Benavarri
El castell de Benavarri, també conegut com a Castell dels Comtes de Ribargorça, és un castell medieval que es troba en la localitat de Benavarri, pertanyent a la província d'Osca, a Aragó.
És una fortificació que està assentada al llarg d'un turó allargat de gran altura a la part alta de la població, des de la qual es tenia comunicació visual amb localitats properes com Purroi o Pilzà.
El castell s'asseu sobre un promontori de roca calcària que utilitza com a fonaments. Això suposava un gran avantatge defensiu, ja que així els murs no podien ser minats (tècnica habitual en el setge de fortaleses, que consistia a construir un túnel per sota del mur per a després enfonsar-lo i obrir així una bretxa per la qual assaltar). A més està envoltat per una muralla. L'entrada es realitza mitjançant unes escales protegides per un mur.
Va ser declarat Bé d'Interès Cultural en 2006.

## Història

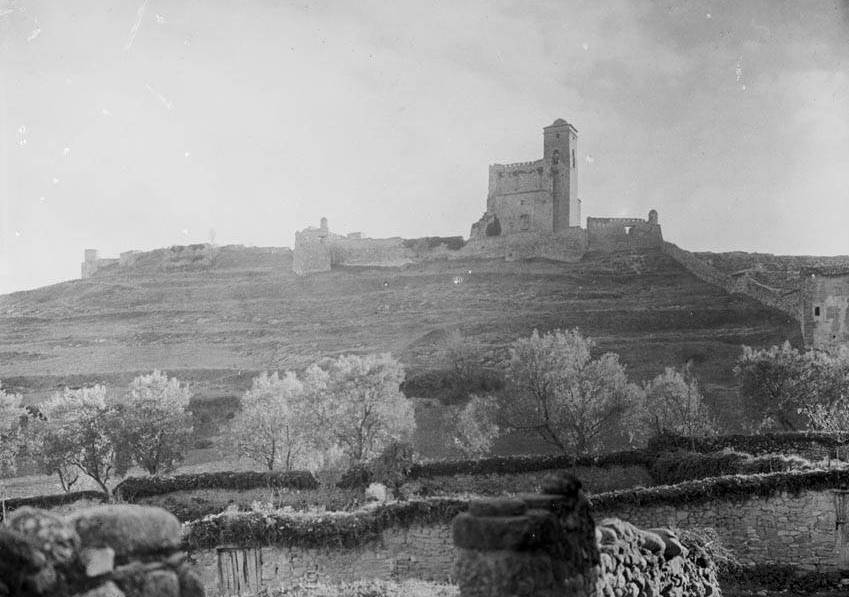
El castell de Benavarri (entre 1904 i 1914)

Els orígens del castell es remunten a finals del segle segle x o principis del segle xi. En aquesta època la zona de Benavarri estava sota el domini musulmà. D'aquesta època data la defensa perimetral del turó en què asseu, amb cubs de muralla de secció rectangular. L'antic lloc fortificat era conegut com Ibn Awar, nom del qual probablement deriva l'actual nom del poble.
L'any 1062 Benavarri va ser conquistada pel rei Ramir I, qui va manar edificar un castell, a fi d'assegurar la posició, en una frontera encara inestable. Amb el pas dels anys es va construir una església d'estil romànic. La societat cristiana va anar assimilant l'herència del món islàmic, que es va fer palpable en el desenvolupament dels espais comercials com a places i porxos.
La vila es va convertir en capital ribagorçana quan, en 1322, Jaume II va decidir atorgar el títol de comte de Ribargorça al seu fill Pere d'Aragó. L'infant Pere va restaurar el Comtat de Ribargorça localitzant el seu centre de poder a Benavarri. El Castell de Benavarri, va passar a ser residència comtal i la seva església romànica es va transformar en un imponent temple gòtic.
L'època més important de la història del castell de Benavarri és la que es desenvolupa entre els anys 1577 i 1589, en la qual va ser testimoni de les cruentes batalles mantingudes durant la Guerra de Ribargorça entre els ribagorçans del comte Martí I, i el seu fill, Ferran d'Aragó.
En 1596, el Comtat de Ribargorça va ser derogat i incorporat a la corona per Felip II, i el Castell de Benavarri, desmantellat.
A finals del primer terç del segle xvii, s'ordena reconstruir el castell, davant l'adveniment de la Guerra dels Segadors (1636-1656); amén de ser la capital del Comtat de Ribargorça.
Les guerres amb Catalunya, la Guerra de Successió Espanyola (1707-1714), la Guerra del Francès i les Guerres Carlines van convertir al Castell en ruïnes.
En el XIX es va transformar en un fort fuseller: els murs s'estrenyen i s'eleven, per a adaptar-los a l'armament lleuger que s'usava llavors.
En l'últim quart del segle xix les restes de l'església gòtica, la qual havia estat parcialment desmuntada mig segle abans per a construir l'actual església parroquial, van ser adaptats com a pavelló militar dotant-la de dos pisos i traslladant l'arc del cor al pis superior. Una altra forta transformació en el segle xix el va adaptar a les necessitats dels nous armaments i va elevar l'actual església parroquial amb un campanar que posteriorment va servir de guaita aèria durant la Guerra Civil.
Podem dir que el castell de Benavarri és un autèntic arxiu en pedra que permet llançar llum sobre la història de la zona. El Castell va passar a ser propietat municipal en 1922 i des de 1991 està en procés de recuperació i adaptació com a monument.
A principis dels 90, es van realitzar diverses intervencions al Castell a través de camps de treball, i es van reconstruir torres i murs amb professionals.

## Descripció

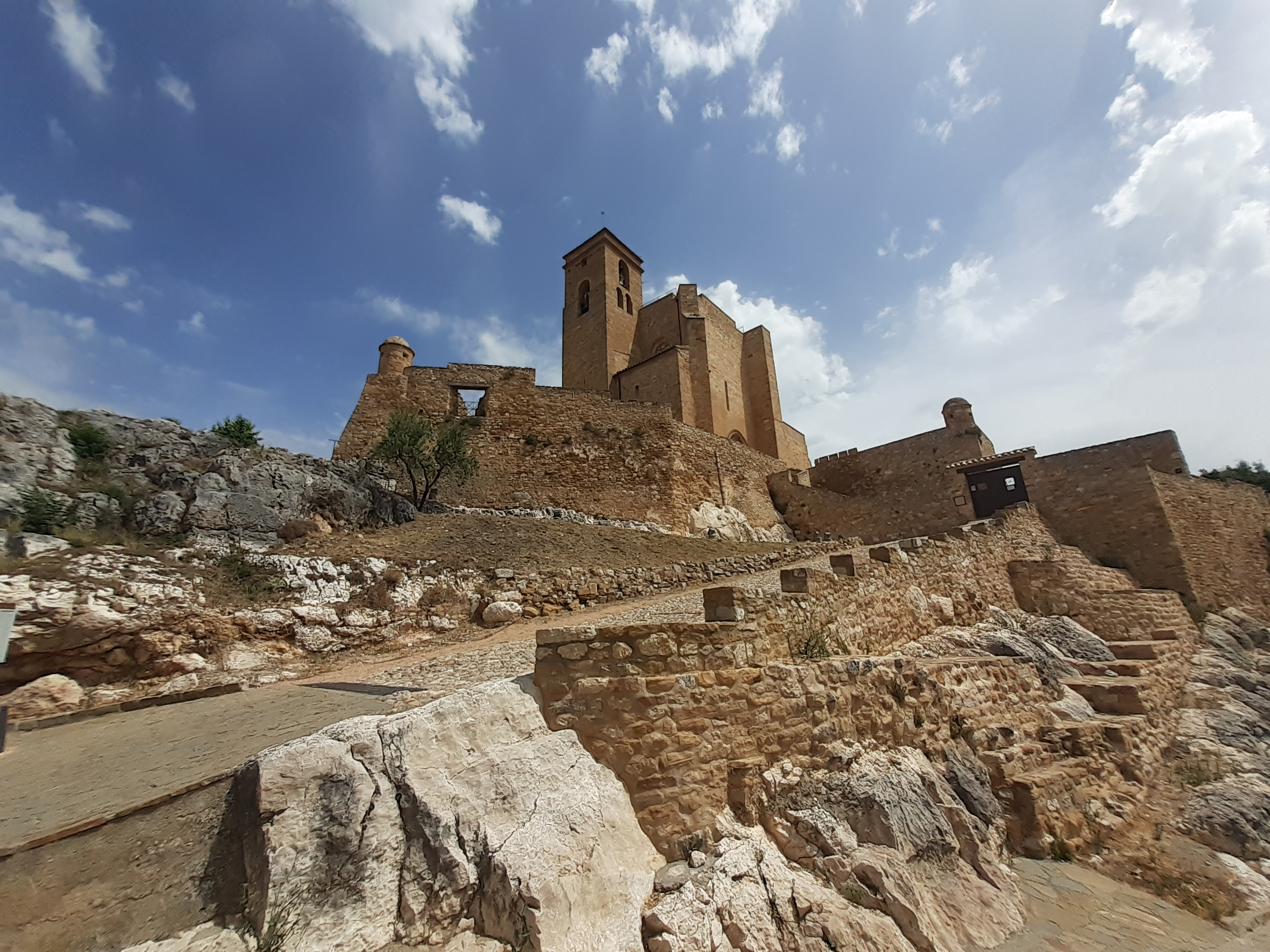
Entrada al recinte del Castell de Benavarri

Les restes del Castell són en realitat la superposició de tres recintes fortificats, dues esglésies i una cisterna. Entre els seus usos constatar el d'un campanar, un cementiri, horts, alberg per a pobres, torre de vigilància aèria i monument.
El conjunt format pel castell i l'església de Santa María de Valdeflores exerceix com a fita i nucli de la localitat, a partir del qual va créixer la població configurant un urbanisme de vessant en el vessant sud del castell, ja que pel nord presenta un desnivell inexpugnable.
El castell és de planta assimilable al rectangle, d'uns cent per cinquanta metres, en les cantonades dels quals s'observen bastions.
El castell de Benavarri en l'actualitat s'assembla més a un fort del segle xix, encara que conserva gran quantitat de construccions i murs de quan va ser castell-palau dels comtes de Ribargorça, per tant es tracta d'un conjunt monumental d'un sol recinte on s'integren totes les transformacions de l'immoble paral·leles als seus avatars històrics, des de vestigis de l'ocupació islàmica fins al segle XIX.
El monument està compost de dos recintes escalonats sobre el cim de la muntanya. En el superior i més antic es conserven alguns murs i parets sobre l'esperó rocós, on s'observa en la zona de més altura les arrencades d'una torre quadrada, possiblement obra musulmana, així com en  el traçat perimetral de la roca amb zones buidades per a assentar fonaments i murs.
En el recinte inferior s'observen les restes del temple del segle XII, ja que es va construir una església romànica amb una torre als seus peus, que va ser ampliada posteriorment.
A la fi del segle xiv es va fer una reforma, aixecant l'església gòtica de Santa María de Valdeflores, amb una gran torre de carreu, darrere d'ella s'adossa un cos rectangular que va poder ser la cisterna, a més de llenços del recinte emmurallat, del qual encara queden les primeres filades. Al costat de la portada de l'església parteix un accés en recolzada fins al recinte alt, tram protegit per una torrassa semicircular que presenta sageteres, i al sud de la roca, està el pati i un el recinte exterior construït sobre la part baixa del promontori amb murs en talús. En els extrems est i oest s'observen les torrasses de vigilància de planta circular perforats per sageteres adaptats per a les armes del segle xix. En el conjunt defensiu de Benavarri perviuen les restes de les obres dels segles XIV i XV, obres d'un castell que Felip II va manar desmantellar a la fi del segle XVI,  juntament amb reconstruccions realitzades en el segle xix,  per a la seva conversió en fort fuseller ja que aquesta fortificació va tenir un paper destacat durant les tres guerres carlistes.